# Verbascum pseudothapsus
Verbascum pseudothapsus är en flenörtsväxtart som beskrevs av Hub.-mor.. Verbascum pseudothapsus ingår i släktet kungsljus, och familjen flenörtsväxter. Inga underarter finns listade i Catalogue of Life.